# Гал (село)
Гал (азерб. Hal) — село в Губадлинском районе Азербайджана.

## История
По данным «Свода статистических данных о населении Закавказского края, извлеченных из посемейных списков 1886 года», в селе Гал одноимённого сельского округа Зангезурского уезда Елизаветпольской губернии было 82 дыма и проживало 392 азербайджанца (в источнике — «татарина») шиитского вероисповедания, из которых 40 человек были беками, семеро принадлежали к духовенству, а остальные являлись владельческими крестьянами.
В результате Первой карабахской войны в 1993 году село перешло под контроль армянских вооружённых сил. В ходе 44-дневной Второй карабахской войны (27 сентября - 10 ноября 2020 года) село было освобождено от длительной армянской оккупации Вооружёнными силами Азербайджанской Республики.

## Топонимика
В литературе название села также встеречается в таких вариантах, как Кол, Гял, Хал. Название села происходит от азербайджанского слова Гял, означающего «каменное стойло для овец».

## География и климат
Село Гал расположено на берегу Базарчай, в 11 км к юго-востоку от районного центра.

## Экономика
Жители села занимались выращиванием табака, шелководством, животноводством и посевом зерновых культур.